# Winzlar
Winzlar is een plaats in de Duitse gemeente Rehburg-Loccum, deelstaat Nedersaksen, en telt 1064 inwoners (2010).
Tijdens de Koude Oorlog was het Nederlandse squadron 501 van de Groepen Geleide Wapens in Winzlar gestationeerd.
Zie verder onder Rehburg-Loccum.